# De Baenst
De Baenst was een middeleeuwse adellijke familie uit het graafschap Vlaanderen.

## Een adellijke familie

stamwapen

Oorspronkelijk gaat het om een familie die de naam Van Cadsant droeg. Vanaf het begin van de dertiende eeuw werden ze De Baenst genoemd. Over de eerste paar generaties hebben de genealogen tot hiertoe niet met zekerheid de filiaties kunnen vaststellen. Voor de eerste drie elkaar hierna opvolgende generaties lijken de gemelde data van geboorte en overlijden wel enigszins problematisch.
De heren De Baenst werden specialisten in het indijken van polders en werden hierdoor behoorlijk rijk. De indijkingen deden ze in de eerste plaats om zelf gronden te winnen, maar ze deden het ook in opdracht van anderen, onder meer van kloosters en abdijen.
Met de opbrengsten waren ze onder meer aankopers van feodale heerlijkheden, wat hun aanzien en invloed in de maatschappij vergrootte.
Hun oorspronkelijke thuis, die hun uitvalsbasis werd, was Cadzand en Sluis. Van daaruit breidde de familie zich uit over het gehele Brugse Vrije en kreeg zij ook voet aan de grond in Brugge en werd opgenomen in de intieme kring van raadgevers van de hertog van Bourgondië.
In de vijftiende eeuw bereikten verschillende leden van de familie hoogtepunten in hun loopbaan. Ook al namen verschillende onder hen gemeentelijke verantwoordelijkheden op, toch ging de voorkeur meestal naar activiteiten in dienst van de vorst, de hertog van Bourgondië. Bij conflicten tussen de steden en ambachten met de vorst, kozen leden van de familie De Baenst meestal voor de prins.
In de zestiende eeuw verdween de familie stilaan uit het openbare leven en stierf langzaam uit, in elk geval in de mannelijke lijn van naamdragers.
Naast het familiewapen treft met op grafzerken en grafmonumenten ook het familie-embleem aan, met name een hand met stralenkrans.

## Genealogie
Jan de Baenst
Richard de Baenst
- Jan I de Baenst (1307 - 1403) x Elisa Bave
  - Jan II de Baenst (ca. 1380 - 1460) x Anna Slyps
    - Jan III de Baenst (1420 - 1486) x Margareta de Fever
      - Jan IV de Baenst (†1494) x Gertrude Malet de Berlettes
        - Jan V de Baenst (ca. 1470-1535) x Margaretha van Borsselen, xx Catharina Van den Daele
          - Jan VI de Baenst (ca. 1500-1524) x Anna van Oistende

        - Antoine de Baenst (†1514) x Philipotte 't Serclaes, schepen en burgemeester Brugse Vrije (1486-1511)
        - Joos de Baenst , burgemeester van de raad in Brugge (1514) x Charlotte van Thiant
          - Frans de Baenst, ongehuwd († ca. 1525 - na 1545)
          - Jehan de Baenst (ca. 1530 - 1575) x Maria van Schoonhove (†1575)
          - Helena de Baenst (†1568) x heer van Montigny, xx Lodewijk van Gistel

        - Maria de Baenst, kartuizerin

      - Anna de Baenst (†1512) x Jan Coustain, xx Filips bastaard van Brabant. Zij werd in het klooster van de jacobinessen in Dowaai begraven
      - Antoinine de Baenst (†1522) x ridder Jacques d'Archies. Zij werd eveneens in het klooster van de jacobinessen in Dowaai begraven.

    - Lodewijk I de Baenst (†1454) x Clara Losschaert (†1458)
      - Paul de Baenst (†1497) x Jacquemine van de Karrest
        - Adriaan de Baenst x Anna d'Ongnies
        - Jacob de Baenst
        - Engelbert de Baenst
        - Margaretha de Baenst x Willem van Claerhout

      - Lodewijk II de Baenst (†1494) x Margaretha Boulengier
        - Cornelia x Cornelius Fremault

      - Margareta de Baenst x Pieter Metteneye (†1495)

    - Zeger de Baenst (†1472) x Catharina Honin, dochter van Jan Honin
      - Jan de Baenst fs. Zeger (ca. 1440-1516)
      - Adriana de Baenst x Karel van Halewijn (†1497)

    - Josse de Baenst

  - Antoine de Baenst (†1465) x Isabelle Moens, xx Elisabeth Gherbode (†1448), xxx Barbara De Wale d'Axpoele (†1467)
    - Roeland de Baenst, ridder (1484) x Catharine Utenhove
      - Antoine de Baenst x Adrienne d'Heere
        - Antoine de Baenst
        - Jacques de Baenst (1543) x Marie Van den Berghe
        - Jan de Baenst (1571) x Elisa van Vyve
        - Adrienne de Baenst x Jan de Cock
        - Josine de Baents, religieuze Sint-Trudoabdij

      - Roland de Baenst x Josine le Blanc
        - Antoine de Baenst x Marie de la Motte
        - Jan de Baenst, franciscaan
        - Josse de Baenst, franciscaan
        - Agnes de Baenst, kloosterzuster
        - Marie de Baenst x Willem van der Gracht

      - Guy de Baenst x Catherine de Chantraines
      - Olivier de Baenst, in 1456 gelegitimeerde zoon

    - Barbara de Baenst (†1482) x Josse van der Poorte (†1472), heer van Moorslede en Mosscherambacht
    - Elisa de Baenst, Clarisse
    - Cornelia de Baenst, Clarisse
    - Antoine de Baenst, ridder x Elisabeth van der Carreest, xx Jeanne van der Steene
    - Louis de Baenst x Margaretha van Vlaanderen
    - Adrien de Baenst x Josine Cabilliau
      - Josse de Baenst
      - Pierre de Baenst x Barbe de Mortaigne
      - Antoine de Baenst
      - Jacques de Baents x Lieve van Vaernewyck

    - Isabelle de Baenst x Jan Vaernewyck
    - Els de Baenst x Jan Utenhove

  - Guy I de Baenst (†1462) x Anna de Groote (†1446)
    - Jacqueline de Baenst, x Christoph Triest, xx Josse de Witte
    - Guy II de Baenst (†1501) x Josine Masin (†1495)
      - Joos de Baenst (†1503) x Maria Adornes (†1509)
        - Joseph de Baenst (†1541) x Josine de Fèvre
        - Guy III de Baenst (†1541) x Anne de la Bie
          - Jozef de Baenst, zoon van Guy (ca.1578) x Hardewige de Bernémicourt
          - Catherine de Baenst x Antoine de Northout
            - Anne de Northout (†1593) x Claude de Croÿ, graaf van Roeulx

      - Antoine de Baenst x Barbara de Baenst
      - Catherine de Baenst x Josse van Halewyn
      - Anna de Baenst x Jan Cousteinn, grootbaljuw van Tielt, xx Hubrecht van Montfoort
      - Elisabeth de Baenst x Jan van der Gracht, heer van Schardauwe (†1511)
      - Margaretha de Baenst x Jan de Beer, secretaris van Karel de Stoute
      - Jacob de Baenst (ca. 1450 - Sluis 1495) was een niet-gelegitimeerde bastaardzoon van Guy II de Baenst. Hij speelde een belangrijke rol als roode roede, in dienst van Maximiliaan van Oostenrijk.

    - Catherine de Baenst x Lodewijk Domecent
    - Magdalena de Baenst (†1491) x Colaert d'Ault

  - Olivier de Baenst, baljuw van de Vier Ambachten (1431-1432), baljuw van het Land van Waas (1432-1444).